# Simple Song (canción de The Shins)
«Simple Song» es una canción de la banda de indie rock estadounidense The Shins de su cuarto álbum de estudio de Port of Morrow. Escrito por el líder del grupo James Mercer, la canción fue lanzada como el primer sencillo del álbum.
La canción se puede escuchar al final del último episodio de la temporada 8 de la serie How I Met Your Mother, en el que se presentaba (y se contemplaba el rostro) finalmente a la esposa de Ted Mosby.

## Posicionamiento en listas
| Listas (2011)                                    | Mejor posición |
| ------------------------------------------------ | -------------- |
| Bélgica (Ultratip Flanders)                      | 4              |
| Canadá Alternative Rock (America's Music Charts) | 11             |
| UK Singles (Official Charts Company)             | 192            |
| US Bubbling Under Hot 100 Singles (Billboard)    | 6              |
| US Alternative Songs (Billboard)                 | 10             |
| US Rock Songs (Billboard)                        | 19             |